# 소제 공화국 축구 국가대표팀
소제 공화국 축구 국가대표팀은 마이크로네이션인 소제 공화국의 축구대표팀이다. NF-보드 소속이며 FIFA의 가맹국이 아니므로 월드컵에는 출전할 수 없다.